# Серрадифалько
Серрадифалько (итал. Serradifalco) — коммуна в Италии, располагается в регионе Сицилия, подчиняется административному центру Кальтаниссетта.
Население составляет 6402 человека (на 2004 г.), плотность населения составляет 157 чел./км². Занимает площадь 41 км². Почтовый индекс — 93010. Телефонный код — 0934.
Покровителем коммуны почитается святой Леонард Ноблакский, празднование во второе воскресение августа.